# Förslövs station
Förslövs station är en pågatågstation i västra delen av Förslöv i Båstads kommun. Stationen öppnade den 13 december 2015 i samband med trafikstarten genom Hallandsåstunneln. Stationen invigdes den 8 december 2015 av närings- och innovationsminister Mikael Damberg och av Trafikverkets generaldirektör Lena Erixon. Den 25 augusti 2015 lyftes gångbron på plats.
Vid stationen stannar Pågatågen som trafikerar sträckan Halmstad–Ängelholm–Helsingborg. Stationen trafikeras av busslinjerna 504 (Förslöv–Båstad) och 505 (Förslöv–Grevie–Torekov). Stationen trafikerades innan även av busslinjen 503 (Förslöv–Ängelholm), men den 10 december 2023 lades den busslinjen ner.
Stationen har fem spår, varav två spår vid plattform för tåg som ska stanna och gå vidare i samma riktning, ett spår för tåg som ska vända för en ny tågfärd söderut, och två utan plattform för tåg som ska passera utan att stanna. Utformningen baseras på krav för höghastighetsbanor eftersom banan är förberedd för 250 km/h, en hastighet som tåg inte får ha förbi plattformarna.

## Förslövs gamla station
Förslöv fick redan den 21 augusti 1885 en järnvägsstation utmed Skåne–Hallands Järnväg (SHJ) på sträckan Halmstad–Ängelholm–Helsingborg som var placerad i centrala Förslöv på den järnvägssträckan som gick över Hallandsåsen. Stationens namn var vid öppnandet 1885 Förslöv, men ändrades 1921 till Förslövholm, för att senare återgå till det ursprungliga namnet Förslöv år 1972. Två år senare, den 1 juni 1974, slutade tågen göra uppehåll i Förslöv och stationen lades därmed ned. Expedition och väntsalsbyggnaden revs 1977. Därefter gick persontåg och godståg förbi centrala Förslöv på den enkelspåriga järnvägssträckan över Hallandsåsen. Den sträckan stängdes den 5 november 2015 vid trafikens omläggning till Hallandsåstunneln den 13 december 2015. Spåren är numera upprivna.